# Султанат Горњи Авлаки
Султанат Горњи Авлаки (арап. سلطنة العوالق العليا) је била феудална држава на југу Арабијског полуострва, источно од луке Аден. Султанат Горњи Авлаки је од 19. вијека био у ваталном односу према Британском царству као дио Протектората Аден.
Пријестоница овог султаната је био град Нисаб.

## Историја
Султанат Горњи Авлаки одвојио се растао са Шеикатом Горњи Авлаки и Султанатом Доњи Авлаки још у 18. вијеку. Султанат Горњи Авлаки је потписао уговор о заштити с Британијом 1890. године и постао дио Протектората Аден. Султанат Горњи Авлаки је почетком 1960-их био један од оснивача новостворене британске колонијалне творевине Федерације Арапских Емирата Југа, те затим од јуна 1964. постаје чланице Федерације Јужне Арабије. Посљедњи султан ове феудалне државе био је Авад Салих ибн Ал Авлаки, он је развлашћен 29. новембра 1967. кад је укинут Султанат Горњи Авлаки, те на његовој територији успостављена држава Јужни Јемен.